# Cyathea media
Cyathea media är en ormbunkeart som beskrevs av Wagner och Grether. Cyathea media ingår i släktet Cyathea och familjen Cyatheaceae. Inga underarter finns listade.